# Rhabdiopteryx neglecta
Rhabdiopteryx neglecta är en bäcksländeart som först beskrevs av Albarda 1889.  Rhabdiopteryx neglecta ingår i släktet Rhabdiopteryx och familjen vingbandbäcksländor. Inga underarter finns listade i Catalogue of Life.